# Biblia de Scío
La Biblia Vulgata latina traducida en español y anotada conforme al sentido de los Santos Padres y expositores católicos, más conocida como Biblia de Scío, es una versión católica de la Biblia elaborada por el sacerdote escolapio español Felipe Scío de San Miguel. Sirvió como base para la Biblia Torres Amat.

## Historia
En 1780, el rey Carlos III de España encomendó al padre Scío la traducción de la Biblia completa al castellano junto a otro sacerdote escolapio, Benito Feliú de San Pedro. El inquisidor general Felipe Bertrán autorizó en 1782 la traducción. En 1788 Carlos IV de España asumió el proyecto y decidió que se imprimiera la obra en Valencia. En 1790 se imprimió el Nuevo Testamento y en 1793 se terminó la Biblia completa.

## Características de la obra
El texto sagrado está distribuido en dos columnas: una en español y otra en latín. La traducción del texto en español se basó principalmente en la Vulgata. Felipe Scío colocó a pie de página otras variantes del texto en español traducidas de los textos en hebreo y griego. Varios de los comentarios sobre los pasajes bíblicos eran de tipo espiritual. Cada libro bíblico estaba antecedido de una introducción. La versión de Scío posee también cronología, genealogías e índice de nombres y lugares.

## Legado
La Biblia de Scío fue la primera Biblia completa en español hecha en España desde 1280, cuando se publicó la Biblia alfonsina. Otras biblias completas en español anteriores a la Biblia de Scío, como la Biblia del Oso (1569) y la Biblia del Cántaro (1602), fueron realizadas en el extranjero, debido a que no eran aprobadas por la Iglesia católica.
Debido a las críticas suscitadas por la excesiva consideración de los textos hebreos en la traducción, se hizo una segunda edición en Madrid por un equipo de sacerdotes escolapios: Calixto Hornero, Hipólito Lereu, Luis Mínguez y Ubaldo Hornero. La segunda edición se somete más estrechamente a la Vulgata.
En el siglo XIX, la Biblia de Scío tuvo varias ediciones hechas por las Sociedades Bíblicas protestantes. La edición de 1819 incluía los libros deuterocanónicos y sólo suprimía las notas y comentarios; la de 1823 no tenía los deuterocanónicos y los comentarios a pie de página. La edición hecha por el teólogo español José María Blanco Crespo para la Sociedad Bíblica Británica (con la colaboración de Andrés Bello), introdujo la Biblia de Scío en Sudamérica, En 1837, George Borrow hizo en Madrid una impresión de la traducción de Scío del Nuevo Testamento, y por la misma época el irlandés Graydon distribuyó otra similar, desde Cádiz hasta Barcelona. Estas ediciones no estaban autorizadas por la Iglesia católica.
En 1994 la editorial Edicep de Valencia publicó la Biblia americana de San Jerónimo, una revisión de la Biblia de Scío. Cuenta con la aprobación de la Iglesia católica.